# Selección de fútbol sub-23 de Bélgica
La Selección de fútbol sub-23 de Bélgica, conocida también como la Selección olímpica de fútbol de Bélgica, es el equipo que representa al país en Fútbol en los Juegos Olímpicos y en la Eurocopa Sub-21; y es controlada por la Real Federación Belga de Fútbol.

## Palmarés
- International Challenge Trophy (1): 2007–09

## Estadísticas

### Eurocopa Sub-21
El torneo es de categoría sub-21, pero técnicamente las selecciones participantes son de categoría sub-23, y cada dos años cuenta como eliminatoria rumbo a los Juegos Olímpicos.
| Año   | Ronda          | J            | G            | E1           | P            | GF           | GC           |
| ----- | -------------- | ------------ | ------------ | ------------ | ------------ | ------------ | ------------ |
| 1978  | No clasificó   | No clasificó | No clasificó | No clasificó | No clasificó | No clasificó | No clasificó |
| 1980  | No clasificó   | No clasificó | No clasificó | No clasificó | No clasificó | No clasificó | No clasificó |
| 1982  | No clasificó   | No clasificó | No clasificó | No clasificó | No clasificó | No clasificó | No clasificó |
| 1984  | No clasificó   | No clasificó | No clasificó | No clasificó | No clasificó | No clasificó | No clasificó |
| 1986  | No clasificó   | No clasificó | No clasificó | No clasificó | No clasificó | No clasificó | No clasificó |
| 1988  | No clasificó   | No clasificó | No clasificó | No clasificó | No clasificó | No clasificó | No clasificó |
| 1990  | No clasificó   | No clasificó | No clasificó | No clasificó | No clasificó | No clasificó | No clasificó |
| 1992  | No clasificó   | No clasificó | No clasificó | No clasificó | No clasificó | No clasificó | No clasificó |
| 1994  | No clasificó   | No clasificó | No clasificó | No clasificó | No clasificó | No clasificó | No clasificó |
| 1996  | No clasificó   | No clasificó | No clasificó | No clasificó | No clasificó | No clasificó | No clasificó |
| 1998  | No clasificó   | No clasificó | No clasificó | No clasificó | No clasificó | No clasificó | No clasificó |
| 2000  | No clasificó   | No clasificó | No clasificó | No clasificó | No clasificó | No clasificó | No clasificó |
| 2002  | Fase de grupos | 3            | 1            | 0            | 2            | 2            | 4            |
| 2004  | No clasificó   | No clasificó | No clasificó | No clasificó | No clasificó | No clasificó | No clasificó |
| 2006  | No clasificó   | No clasificó | No clasificó | No clasificó | No clasificó | No clasificó | No clasificó |
| 2007  | Semifinales    | 4            | 1            | 2            | 1            | 3            | 4            |
| 2009  | No clasificó   | No clasificó | No clasificó | No clasificó | No clasificó | No clasificó | No clasificó |
| 2011  | No clasificó   | No clasificó | No clasificó | No clasificó | No clasificó | No clasificó | No clasificó |
| 2013  | No clasificó   | No clasificó | No clasificó | No clasificó | No clasificó | No clasificó | No clasificó |
| 2015  | No clasificó   | No clasificó | No clasificó | No clasificó | No clasificó | No clasificó | No clasificó |
| 2017  | No clasificó   | No clasificó | No clasificó | No clasificó | No clasificó | No clasificó | No clasificó |
| 2019  | Fase de grupos | 3            | 0            | 0            | 3            | 4            | 8            |
| 2021  | No clasificó   | No clasificó | No clasificó | No clasificó | No clasificó | No clasificó | No clasificó |
| Total | 3/23           | 10           | 2            | 2            | 6            | 9            | 16           |

1- Los empates incluyen los partidos que se definieron por penales.

## Plantilla

### Última convocatoria
- Convocados a los partidos de la Clasificación para la Eurocopa Sub-21 de 2023 ante Turquía y Escocia.[1]

| Nombre                 | Posición       | Edad    | PJ | G  | Club                  |
| ---------------------- | -------------- | ------- | -- | -- | --------------------- |
| Maarten Vandevoordt    | Guardameta     | 23 años | 4  | -1 | KRC Gante             |
| Senne Lammens          | Guardameta     | 22 años | 2  | 0  | Club Brujas           |
| Maxime Delanghe        | Guardameta     | 23 años | 0  | 0  | PSV                   |
| Ewoud Pletinckx        | Defensa        | 24 años | 5  | 0  | SV Zulte Waregem      |
| Koni De Winter         | Defensa        | 22 años | 4  | 0  | Juventus de Turín "B" |
| Marco Kana             | Defensa        | 22 años | 6  | 0  | Anderlecht            |
| Fedde Leysen           | Defensa        | 21 años | 0  | 0  | Jong PSV              |
| Hugo Siquet            | Defensa        | 22 años | 5  | 0  | Standard de Lieja     |
| Killian Sardella       | Defensa        | 22 años | 5  | 1  | Anderlecht            |
| Logan Ndenbe           | Defensa        | 25 años | 5  | 0  | Guingamp              |
| Amadou Onana           | Centrocampista | 23 años | 6  | 1  | Lille                 |
| Nicolas Raskin         | Centrocampista | 24 años | 4  | 0  | Standard de Lieja     |
| Ignace Van der Brempt  | Centrocampista | 22 años | 4  | 1  | Club Brujas           |
| Mandela Keita          | Centrocampista | 22 años | 1  | 0  | OH Leuven             |
| Othmane Boussaid       | Centrocampista | 25 años | 4  | 0  | FC Utrecht            |
| Anouar Ait El Hadj     | Centrocampista | 22 años | 4  | 0  | Anderlecht            |
| Matisse Samoise        | Centrocampista | 23 años | 0  | 0  | KAA Gante             |
| Anass Zaroury          | Delantero      | 24 años | 4  | 0  | RSC Charleroi         |
| Olivier Deman          | Delantero      | 24 años | 2  | 0  | Círculo de Brujas     |
| Yari Verschaeren       | Delantero      | 23 años | 8  | 1  | Anderlecht            |
| Michel-Ange Balikwisha | Delantero      | 23 años | 3  | 1  | Royal Antwerp         |
| Loïs Openda            | Delantero      | 25 años | 14 | 12 | Vitesse               |
| Yorbe Vertessen        | Delantero      | 24 años | 4  | 2  | PSV                   |
| Jacky Mathijssen       | Entrenador     | 61 años |    |    |                       |